# Tel Sera
Tel Sera (en hébreu תל שֶׁרַע, en arabe תַל אַ-שַרִיעַה) est un site archéologique d'Israël situé dans le nord du Néguev au nord de la rivière Guérar, au sud est de Netivot. 
Il est identifié avec la ville biblique de Ziklag.